# Myosotis taverae
Myosotis taverae är en strävbladig växtart som beskrevs av Valdés. Myosotis taverae ingår i släktet förgätmigejer, och familjen strävbladiga växter. Inga underarter finns listade i Catalogue of Life.